# Distretto di Lëzna
Il distretto di Lëzna (in bielorusso Лёзненскі раён?) è un distretto (raën) della Bielorussia appartenente alla regione di Vicebsk.